# 1579
1579 (MDLXXIX) je bilo navadno leto, ki se je po julijanskem koledarju začelo na četrtek.

## Dogodki
- sedem severnih nizozemskih provinc se združi proti katoličanom.

## Rojstva
- 5. februar - Suzuki Šosan, japonski zen budistični menih in samuraj († 1655)

## Smrti
- 11. oktober - Mehmed Paša Sokolović, veliki vezir Osmanskega cesarstva (* 1506)